# Villi poika
Villi poika è un singolo del duo musicale finlandese MayBee, pubblicato nel 2004 su etichette discografiche G-Pop e Poko Records come terzo estratto dal loro album di debutto Ainoa unelma.

## Tracce
Testi di Emmi Kaislakari e Susanna Karvinen, musiche di Ressu Redford.
1. Villi poika – 4:03

## Classifiche
| Classifica (2004) | Posizione massima |
| ----------------- | ----------------- |
| Finlandia         | 10                |